# محسن متولي
محسن متولي (ولد في 3 مارس 1986 في الدار البيضاء) لاعب كرة قدم مغربي، يلعب في موقع الوسط في صفوف اتحاد طنجة.

## مسيرته

### الأندية
التحق محسن متولي بمركز تكوين نادي الرجاء البيضاوي سنة 2004 و لعب في فريق الشبان إلى غاية 2006، وهي السنة التي شهدت أيضا مشاركته لأول مرة مع الفريق الأول لنادي الرجاء، حيث منح الرجاء الفرصة في نهاية الموسم للاعبين شباب من أجل تجربيهم، وذلك قبل أن يعار لموسم واحد لفريق اتحاد تواركة في الدرجة الثانية تحت قيادة المدرب جمال السلامي في 2007.
متولي عاد للرجاء ليلعب موسم 2007-2008 تحت إشراف المدرب الفرنسي جون إيف شاي، وقد كانت البداية أمام أولمبيك خريبكة في أول موسم له بعد العودة من الإعارة، وقد أدى أداء جيدا، وصار النجم الأول للنسور الخضر، في موسم احتل فيه الفريق الصف الثالث في البطولة الوطنية. لعب محسن متولي مع الرجاءالبيضاوي عدة مباريات ديربي ضد الغريم التقليدي الوداد البيضاوي في ديربي الدار البيضاء.
فاز محسن مع الرجاء بلقب البطولة الوطنية 4 مرات(2008/2009-2010/2011-2012/13 - 2019-2020) و بكأس العرش موسم 2011/2012 ، علما أنه لعب معارا لموسم واحد لفريق الإمارات الإماراتي التي امتدت لموسم واحد سنة 2012. وعاد بعدها إلى نادي الرجاء وانتقل إلى نادي الوكرة القطري عام 2014 و انتقل إلى نادي الريان عام 2017 ، ثم لعب مع الأهلي القطري في آخر تجاربه القطرية، حيث نصب نفسهة نجما من نجوم دوري نجوم قطر.
عودة متولي لنادي الرجاء مطلع سنة 2019 كانت ناجحة، حيث قاد الفريق للتتويج بلقب البطولة الاحترافية لموسم 2019-2020، وأيضا الفوز بكأس الكاف لسنة 2021، وكأس محمد السادس للأبطال أي البطولة العربية، كما قاد الفريق للوصول إلى نصف نهائي دوري أبطال إفريقيا لموسم 2019-2020.
هذا، وتبقى أبرز لحظات متولي مع الرجاء هي قيادته للنسور الخضر للوصول إلى نهائي مونديال الأندية سنة 2013 في المغرب، حيث واجه الرجاء نادي بايرن ميونيخ الألماني، وقد كان حينها متولي قائدا للفريق، وقد نجحت كتيبة المدرب التونسي فوزي البنزرتي في تجاوز عقبة أوكلاند سيتي النيوزيلاندي، مونتيري المكسيكي، وأخيرا أتلتيكو مينيرو البرازيلي بقيادة النجم العالمي رونالدينهو، حيث تمكن متولي خلال هذه المنافسة من تسجيل هدف واحد وقد كان في شباك الفريق البرازيلي.
متولي لعب إلى حد الآن مع الرجاء لغاية يوم 6 فبراير (300 مباراة)، وقد سجل خلالها 76 هدفا.

### المشاركات الدولية
أول مشاركاته الدولية كانت رفقة المنتخب الأولمبي المغربي سنة 2008. في 13 أكتوبر 2012، لعب أول مقابلة رسمية مع الكبار، تحت إمرة المدرب رشيد الطاوسي، ضد موزمبيق، و التي انتهت بانتصار المغرب 4-0. في الموزمبيق.

## ألقابه
الرجاء الرياضي
- كأس العالم للأندية الوصيف: 2013
- البطولة الوطنية المغربية (4): 2009، 2011، 2013، 2020
- كأس العرش (1): 2012
- كأس العرب للأندية الأبطال (1): 2020[4]
- كأس الكونفيدرالية الأفريقية (1): 2021 [5]

### فردية
- جائزة مارس الذهبية لأفضل لاعب في البطولة: 2013
- أفضل لاعب في الدوري المغربي (3): 2011، 2013، 2014
- أفضل لاعب في كأس الإمارات: 2012
- لاعب الشهر في نادي الرجاء الرياضي (4): نوفمبر 2019، يناير 2020، أكتوبر 2021، فبراير  2022
- لاعب الموسم في نادي الرجاء الرياضي (4): 2009، 2010، 2013، 2014

## وصلات خارجية
- محسن متولي على موقع الاتحاد الدولي (مؤرشف)  (الإنجليزية)
- محسن متولي على موقع قاعدة بيانات كرة القدم.إي يو (الإنجليزية)
- محسن متولي على موقع ناشيونال فوتبول تيمز (الإنجليزية)
- محسن متولي على موقع Soccerway.com (الإنجليزية)
- سجل أهداف محسن متولي من موقع كوورة المتخصص